# Muhlenbergia thurberi
Muhlenbergia thurberi là một loài thực vật có hoa trong họ Hòa thảo. Loài này được (Scribn.) Rydb. mô tả khoa học đầu tiên năm 1905.